# FN CAL
FN CAL là loại súng trường tấn công được sản xuất bởi Fabrique Nationale de Herstal của Bỉ sử dụng loại đạn 5.56 mm, CAL viết tắt của Carabine Automatique Légère. Thiết kế ban đầu của nó khá giống với khẩu FN FAL vốn rất ổn định của công ty. Tuy nhiên không giống như khẩu FAL đã bị thất bại khi giới thiệu ra thị trường vũ khí, việc phát triển CAL đã dẫn đến sự hình thành của khẩu FN FNC.

## Phát triển
Trước khi phát triển CAL, Fabrique Nationale de Herstal đã có ý tưởng về một mẫu nhỏ hơn của khẩu FAL trước khi gác sang một bên việc khẩu FAL không bán được. Họ tập trung vào thị trường súng giá rẻ và đơn giản như loại HK G3, FN đã quyết định rằng tất cả các mẫu súng trong tương lai phải được lắp ráp tau72 các linh kiện không quá đắt tiền nhưng được gia công một cách chính xác. Các linh kiện của khẩu CAL được tạo ra bằng cách đúc để tiết kiệm chi phí và được đóng dấu. Mặc dù việc chế tạo CAL theo đúng mọi quy tắc thiết kế của công ty đề nó vẫn còn khá đắc và phức tạp vì thế nó có doanh thu không nhiều. Giá của nó được giảm xuống thậm chí còn rẻ hơn khẩu FN FNC. Một số ít khẩu FN CAL được bán cho thị trường súng dân sự tại Hoa Kỳ.

## Thiết kế
Cho dù FN CAL là bản thu nhỏ của FN FAL nó sử dụng khóa nòng xoay chứ không sử dụng bolt xiên. Mẫu đầu tiên của khẩu CAL có chế độ bắn ba viên và khả năng diều chỉnh chế độ bắn. Các mẫu CAL sau này có thêm chế độ bắn tự động và bán tự động.
Hệ thống trích khí của súng sử dụng một thanh gắn với bánh răng để vận hành thoi nạp đạn trong khoang chứa đạn (giống như bánh xe tàu hỏa chuyển độn tới lui) và thoi nạp đạn chính nó sẽ tự kéo viên đạn vào khoang chứa sau đó khóa nó vào vị trí chuẩn bị bắn.